# Presidencia de Bantam
La Presidencia de Bantam fue una presidencia  establecida por la Compañía Británica de las Indias Orientales y con sede en la fábrica de la Compañía en Bantam, Java. Fundada en 1617, la Presidencia ejerció su autoridad sobre todas las fábricas de Compañía en India, incluyendo las agencias de Madrás, Masulipatnam y Surat. Los factores de Bantam eran fundamentales en la fundación de la colonia de Madraspatnam en 1639 con el Fuerte St. George, el cual más tarde se convirtió en la moderna ciudad de Madras. La Presidencia de Bantam era dos veces degradada, primero en 1630 antes de ser restaurado en 1634; y por segunda vez en 1653, cuando a causa de la hostilidad de comerciantes holandeses, la Presidencia fue cambiada a Madras.
Bantam siguió siendo una agencia bajo la soberanía de Madrás y luego de Surat hasta que Bantam fuera capturada por los holandeses en 1682 y la fábrica inglesa cerró. Luego de la pérdida de Bantam, la Compañía estableció un asentamiento fortificado en Bencoolen en Sumatra (Fort York) en 1687. Fort St. George fue elevado al rango de presidencia en 1684, su Gobernador y su Consejo tenían la responsabilidad de las fábricas en la costa de Coromandel y en el Golfo de Bengala. En el mismo año, Bombay fue nominada para reemplazar Surat como el centro de las actividades de la Compañía en el del oeste de India y el Golfo Pérsico.

## Historia
En diciembre de 1602, una flota de barcos de Compañía de las Indias Orientales comandada por James Lancaster llegaron a Bantam y negoció con el Sultán de Bantam sobre el comercio de pimienta y la apertura de un asentamiento. Una fábrica fue finalmente abierta con ocho factores encabezados por William Starkey como Gobernador y Thomas Morgan como su diputado. Bantam era una de las posesiones más antiguas de la Compañía de las Indias Orientales y más antigua que todas las colonias indias. Pero siete de los ocho factores perecieron con Morgan en abril de 1603 y el propio Starkey en junio de 1603. Starkey fue sucedido por Edmund Scott como Gobernador. Cuando un segundo viaje comandado por Sir Henry Middleton llegó a Bantam, Scott había asumido como gobernador al ser el único miembro de la expedición original que seguía vivo. Los primeros días de la colonia se vieron empañados por la muerte debido a enfermedades y a las hostilidades neerlandesas. Scott fue sucedido por John Saris, quien se convirtió en el segundo inglés, después de William Adams, en pisar Japón.
Tras negociaciones exitosas con el Emperador Mogol Jahangir, se permitió a la Compañía de las Indias Orientales para realizar comercio en India sin ser molesteda y abrió fábricas en Masulipatnam (en 1610) y en Surat (en 1612). Pero Bantam siguió siendo su posesión principal aunque fue rápidamente eclipsada en importancia por Surat cuya posición fue reforzada por la victoria inglesa sobre los portugueses en la Batalla de Swally (1612 y 1614). Entonces en 1617, la posición de Bantam mejoró aún más cuándo su gobernador fue designado Presidente y se le dio el control de todas las fábricas inglesas en el sudeste asiático y de la India, incluyendo Masulipatnam y Surat. Dos años después, en 1619, los ingleses firmaron un "Tratado de Defensa" con los holandeses por el que acordaron no atacarse entre ellos.
Sin embargo, poco después de la conclusión de paz, las hostilidades se reanudaron y el entonces Presidente de Bantam, Towerson fue capturado por los holandeses en febrero de 1623 y ejecutado. A esto le siguió un ataque generalizado a todos los asentamientos ingleses en sudeste asiático. Para 1624, los ingleses se vieron forzados a abandonar las Indias Orientales, la península malaya y Siam. La fábrica de Bantam la fue revivida en 1629 pero subordinada a Surat. Bantam funcionó como una agencia subordina a Surat hasta 1634-35 cuándo la Presidencia fue restaurada.
En 1628, los factores ingleses en Masulipatnam se vieron forzados a mover la fábrica de Armagaon la cual habían establecido en 1625-26 debido al incremento de las hostilidades del Sultán de Golconda. La agencia de Masulipatnam fue restaurada en 1632, pero la fábrica de Armagaon cayó en declive debido al mal clima. Obligado a buscar un mejor sitio para establecerse, Francis Day, factor de Masulipatnam, desembarcó en la ciudad de Madraspatnam, más al sur, en el año 1639 y concluyó un acuerdo con el Raja de Chandragiri para establecer una fábrica. El año siguiente, la fábrica de Armagaon fue movida a Madraspatnam y una agencia fue instalada con Andrew Cogan como Agente. El Fort St. George fue construido en 1644.

## Fin de la fábrica inglesa
Con las relaciones anglo-neerlandesas empeorando, la fábrica de Bantam fue finalmente desocupada y la sede de la Presidencia fue trasladada a Madrás en 1653. Sin embargo, la fábrica pronto fue restablecida.
En 1682, la fábrica fue abruptamente cerrada por haber tomado parte del bando perdedor en una guerra civil entre el sultán reinante, pasivamente respaldado por los ingleses, y su hijo rebelde, quién había pedido ayuda a los holandeses. En marzo, los holandeses desembarcaron una fuerza considerable de Batavia y colocaron a su hijo en el trono, obteniendo a cambio el privilegio exclusivo para comerciar en sus territorios. El 1 de abril, un grupo de soldados holandeses y nativos ocupó la fábrica y el factor y los demás ingleses se vieron forzados a embarcar con sus propiedades en barcos que los llevaron a Batavia, y luego a Surat en agosto del año siguiente.

## Agencias
Cuando la presidencia de Bantam se formó en 1617,  había dos agencias que estaban subordinadas a la Presidente de Bantam: la Agencia de Masulipatnam y la Agencia de Surat.
- Masulipatnam 1610 - 1629, 1634 - 1653
- Pattani 1610 - 1623
- Pettipollee
- Mocha 1618
- Jask 1619
- Macassar
- Acin
- Agra 1620
- Patna 1620
- Ormuz 1622
- Armagaon 1625 - 1653
- Thatta 1634

## Lista de gobernadores de Bantam
- William Starkey 1602 - 1603
- Edmund Scott 1603 - 1605
- John Saris 1605 - 1609
- Augustine Spalding 1609
- Henworth 1609 -1610
- Edward Needles 1610
- Richard Woodies 1610 -1614
- John Jourdain 1614 - 1615
- George Berkeley 1615 - 1617

## Lista de presidentes
- George Ball (marzo de 1617 - septiembre de 1618)
- John Jackson 1618 - 1619
- John Powell 1619
- Gabriel Towerson 1619 - 1622
- George Willoughby 1624 - 1630
- George Willoughby 1632 - 1636
- Robert Coulson 1636 - 1639
- Aaron Baker 1639 - 1641
- Ralph Cartwright 1641 - 1646
- Aaron Baker 1646 - 1649
- Frederick Skinner 1649 - 1652